# Art Garfunkel
Art Garfunkel (født 5. november 1941) er en amerikansk sanger og pianist, mest kendt fra sin tid som sanger i Simon & Garfunkel, siden som solist.

## Simon & Garfunkel 1957-1970
Paul Simon og Art Garfunkel voksede begge op i Queens og var klassekammerater på Forest Hills High School. I 1957 turnerede de rundt under navnet Tom and Jerry, og deres første professionelle indspilning blev "Hey Schoolgirl" fra 1955. Efter at have skrevet pladekontrakt med Columbia Records udkom deres første album i oktober 1964. Det havde titlen Wednesday Morning, 3 A.M. og var en lidt blandet affære med sange skrevet af Bob Dylan, Ian Campbell og Paul Kane. Albummet vandt ikke for alvor genklang. Succesen kom først to år senere, i januar 1966, med albummet Sounds of Silence. Særligt populære blev titelnummeret, som også havde figureret på debutalbummet og "We've Got a Groovy Thing Goin'". Samme år udsendte duoen albummet Parsley, Sage, Rosemary and Thyme med den populære single "Scarborough Fair"/"Canticle". Succesen blev to år senere, i 1968, fulgt op  af Bookends, det mest helstøbte Simon & Garfunkel-album med sange som "Mrs. Robinson" og "America". I 1969 udsendtes singlen "Bridge Over Troubled Water", der var med på albummet med samme navn, der sendtes på gaden i 1970. Det blev gruppens sidste album. Siden er Simon & Garfunkel flere gange blevet genforenet, mest kendt er koncerten i 1981 i Central Park, der udsendtes som live-dobbeltalbum med titlen The Concert in Central Park.

## Diskografi som solist
- Angel Clare (1973)
- Breakaway (1975)
- Watermark (1977)
- Fate For Breakfast (1979)
- Scissors Cut (1981)
- The Art Garfunkel Album
- The Animals Christmas Album
- Lefty (1988)
- Up 'til Now (1993)
- Across America (live, 1997)
- Songs from a Parent Child (1997)
- Everythings Wait to be Noticed (2002)
- Some Enchanted Evening (2007)